# Parallell (matematik)

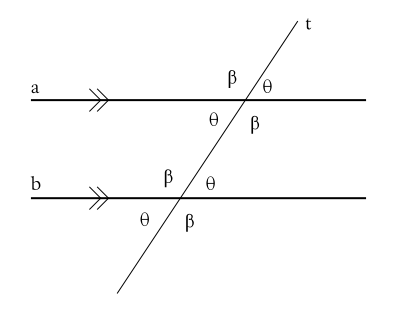
Linjerna a och b är parallella linjer, därför är vinklarna β och Θ som blir av den genomgående linjen t lika stora för båda linjerna

Inom geometrin är två räta linjer parallella ifall vinkeln som bildas mellan dem är exakt 0 eller 180 grader.
I Euklidisk geometri kommer två oändligt långa linjer i ett plan aldrig att skära varandra om och endast om de är parallella.

Ett vanligt tecken för att visa att två vektorer är parallella med varann är ‖, exempelvis: {\displaystyle {\bar {a}}} ‖ {\displaystyle {\bar {b}}}.

## Vektoralgebra
Det finns ingen generellt accepterad definition av parallellitet för vektorer. Om två vektorer u och v har positiv längd och är lika riktade, sägs de vara parallella enligt alla förekommande definitioner. Enligt vissa definitioner är de också parallella om de är motsatt riktade. Om de har positiv längd men varken är lika riktade eller motsatt riktade, anses de inte vara parallella enligt någon förekommande definition. Några förekommande definitioner av att u är parallell med v är:
- Det finns ett {\displaystyle t\neq 0} så att {\displaystyle \mathbf {u} =t\mathbf {v} }. Enligt denna definition är motsatt riktade vektorer parallella med varandra, men nollvektorn är inte parallell med någon vektor utom sig själv. Parallell-relationen är enligt denna definition en ekvivalensrelation.
- {\displaystyle \mathbf {u} \cdot \mathbf {v} =|\mathbf {u} ||\mathbf {v} |}. Där {\displaystyle \cdot } är skalärprodukt. Enligt denna definition är motsatt riktade vektorer inte parallella med varandra, men nollvektorn är parallell med varje vektor. Parallell-relationen är enligt denna definition inte transitiv.
- {\displaystyle \mathbf {u} \times \mathbf {v} =0} där {\displaystyle \times } är kryssprodukt. Enligt denna definition är motsatt riktade vektorer parallella med varandra, men parallell-relationen är enligt denna definition inte transitiv. En nackdel med denna definition är att den bara är meningsfull i tre dimensioner.